# Giỗ tổ nghề sân khấu
Tổ nghề sân khấu (còn gọi là tổ nghiệp sân khấu) là một khái niệm của giới nghệ sĩ Việt Nam gán cho một nhân vật có thật hoặc hư cấu. Việc tổ chức giỗ tổ nghề sân khấu hàng năm được xem là hoạt động tâm linh quan trọng của những người làm nghệ thuật với mục đích tưởng nhớ những bậc tiền bối hoặc những người có công lao lớn trong ngành nghệ thuật đó.

## Truyền thuyết

### Tổ nghề sân khấu

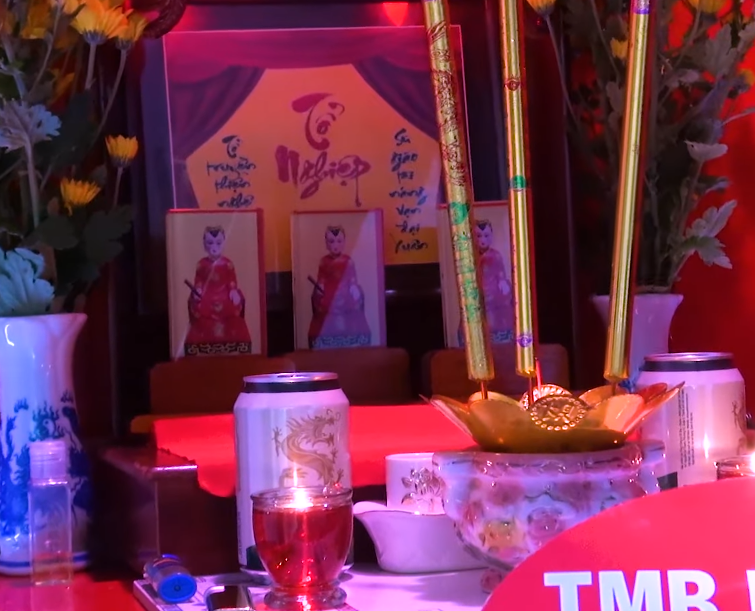
Một bàn thờ tổ nghề. Những bức tượng được cho là hai vị hoàng tử trong truyền thuyết

Có nhiều truyền thuyết về nguồn gốc của việc giỗ tổ sân khấu và cả nhân vật được cho là tổ nghề sân khấu. Tuy nhiên truyền thuyết được nhắc đến nhiều nhất là truyền thuyết về "Hai hoàng tử mê hát". Truyền thuyết kể lại rằng vì hiếm muộn nên để tạ ơn trời đất đã ban cho mình hai đứa con, nhà vua bèn lập đoàn hát biểu diễn trong cung ca ngợi công ơn trời đất để tỏ lòng thành của mình. Tuy nhiên theo đó, hai vị hoàng tử này tỏ ra quá đam mê xem ca hát. Một hôm, họ lén vua cha đi xem hát rồi say mê đến nỗi quên ăn, quên ngủ, kiệt sức và cùng nhau chết. Người nghệ sĩ đã mượn truyền thuyết về hai vị hoàng tử này làm hai vị thần phù hộ cho nghề hát và ngày mất của hai vị trở thành ngày giỗ Tổ. Nghệ sĩ Nhân dân Đinh Bằng Phi cho rằng những giai thoại này được đặt ra chỉ nhằm để "tạo sự tin tưởng", ông tổ này là vô danh, và nói rằng tất cả những nghệ sĩ trong ngành nghệ thuật sân khấu đều tự coi bản thân mình là con cháu của "ông tổ".
Mặc dù hoạt động giỗ Tổ, tri ân được các nghệ sĩ miền Nam và cả miền Bắc tổ chức long trọng với tất cả sự thành kính nhưng khi được hỏi tổ nghề là ai thì hầu hết những người này đều không nắm rõ và không đưa ra được câu trả lời rõ ràng. Đối với họ, việc ông tổ sân khấu thực sự là ai "không quan trọng" mà điều họ quan tâm là sự tôn thờ tổ nghiệp. Theo Thể thao & Văn hóa, người được gọi là "ông Tổ nghề sân khấu" cũng có thể là 12 vị Tổ nghề thay vì là một người duy nhất và được gọi bằng cái tên "Thập nhị công nghệ". Thông tin này cũng cho rằng 12 vị Tổ nghề đều là bậc thầy ở những nghề nghiệp phổ biến trong xã hội Việt Nam như bốc thuốc, thợ mộc, thợ rèn, đi buôn. Họ truyền bá kĩ năng nghề nghiệp cho nghệ sĩ để nghệ sĩ đóng vai những thành phần xã hội khác nhau trên sân khấu.
Năm 2016, nhắc đến tổ nghề, một số nghệ sĩ lớn tuổi trong đó có một nghệ sĩ 92 tuổi được cho là người kế tục truyền thống hát bộ "nhánh Bình Định" gọi ngày 12 tháng 8 âm lịch là ngày cúng tổ chứ không gọi là giỗ tổ. Ông này và nhiều nghệ sĩ hát bội, cải lương ở miền Nam Việt Nam đều cho rằng tổ nghiệp hát bộ là tổ chung của giới trộm đạo, ăn cướp, cái bang và mại dâm và không chung ông tổ với tân nhạc, kịch, phim, nhiếp ảnh, múa. Theo báo Công an Nhân dân, căn cứ vào những truyền thuyết liên quan, ngày 12 tháng 8 âm lịch là ngày "cúng tổ nghiệp" hát bộ, cải lương chứ không phải là ngày "cúng giỗ tổ" như nhiều người nghĩ.

### Niềm tin
Hầu hết các nghệ sĩ trong giới giải trí Việt Nam như Thanh Hằng, Hoài Linh, Thoại Mỹ, Kim Tử Long đều tỏ ra rất tin vào sự linh thiêng của tổ nghề, ví dụ như khi họ nói điều xấu, làm điều sai lập tức sẽ bị "tổ phạt", còn thành tâm sẽ được "tổ độ". Cũng từ những câu chuyện có thật nhưng khó lý giải mà nhiều nghệ sĩ tin vào sự hiển linh và quyền năng của ông tổ. Thậm chí, họ cho rằng sự nghiệp của một nghệ sĩ cũng được cho là do tổ nghiệp quyết định tất cả. Tuy nhiên, theo Đinh Bằng Phi là tác giả của nhiều đầu sách nghiên cứu về sân khấu, ông khẳng định những chuyện kiêng kỵ đa phần đều có thể giải thích từ thực tế và lòng thờ kính của nghệ sĩ dành cho tổ nghề cũng như niềm tin vào sự linh thiêng của tổ nghề cũng chỉ xuất phát từ lòng biết ơn, sự kính trọng. Ngoài việc thờ tổ nghiệp là hai vị hoàng tử, một số nghệ sĩ, đặc biệt là nghệ sĩ cải lương, còn thờ những nghệ sĩ có công với sân khấu như Cao Văn Lầu, Trần Hữu Trang, Nghệ sĩ nhân dân Năm Châu, Phùng Há, Năm Phỉ...
Kể về nhân vật được cho là ông tổ ngành sân khấu nhiều nghệ sĩ cho rằng có cả chuyện ông tổ xuất thân từ ăn cướp, ăn mày nên một số nghệ sĩ tỏ ra kiêng kỵ cho tiền những người ăn xin vì cho rằng như thế là "xúc phạm tổ nghiệp". Một số nghệ sĩ tỏ ra tạ ơn tổ nghề khi sự nghiệp của họ thuận tiện hoặc có được thành công nhờ tổ nghề nếu có sự cố gắng.

## Thực hiện

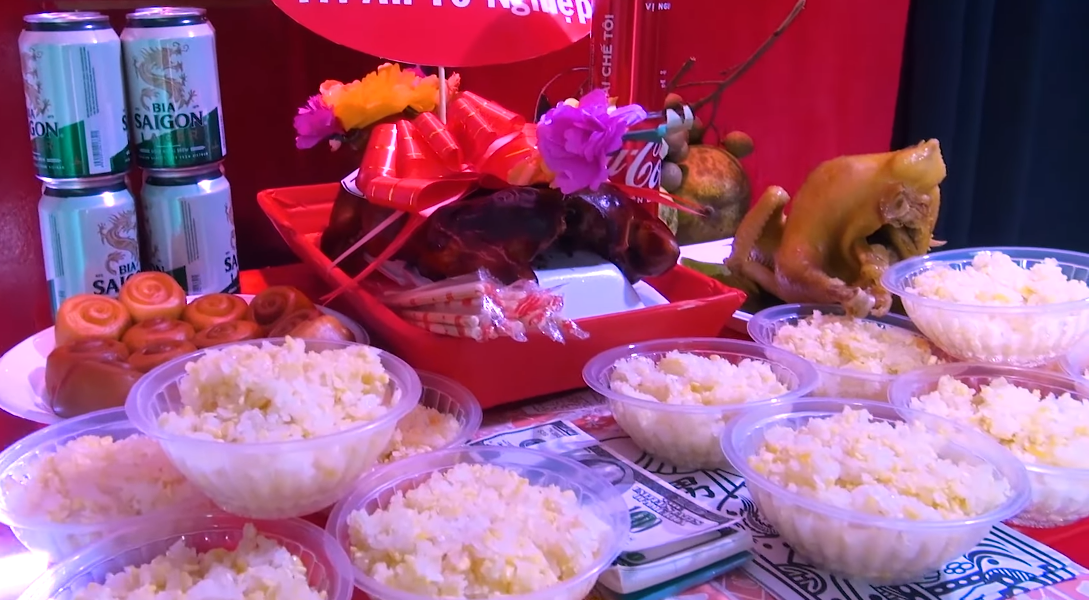
Một mâm cúng giỗ tổ nghề

Nhà hát Cải lương Việt Nam đã tổ chức lễ giỗ tổ trong nhiều năm. Đôi khi các sân khấu, đơn vị nghệ thuật tổ chức lễ giỗ Tổ tập trung trong 3 ngày 11, 12 và 13 tháng 8 âm lịch. Hàng năm, mỗi khi đến ngày 12 tháng 8 âm lịch, nhà hát này lại trang trí lộng lẫy, nghệ sĩ tụ họp đông đúc. Lãnh đạo nhà hát rước bài vị tổ nghề từ phòng thờ xuống, đặt ở sân khấu nhà hát, tổ chức dâng hương và làm lễ tế. Tiếp theo đó là chương trình biểu diễn những tiết mục nghệ thuật dâng lên tổ nghề. Cuối cùng, ban lãnh đạo, các nghệ sĩ có tên tuổi, cán bộ nhà hát đã nghỉ hưu cùng các khách mời và khán giả yêu nghệ thuật cải lương tiến hành thụ lộc và biểu diễn giao lưu nghệ thuật.
Các tổ chức lớn của nhà nước ở địa phương như Sở Văn hóa và Thể thao của Thành phố Hồ Chí Minh và Hội Nghệ sĩ Sân khấu Việt Nam cũng đã từng đứng ra tổ chức hoặc viếng thăm, gặp với các văn nghệ sĩ trong ngày họ tổ chức giỗ lễ tổ nghề. Ngoài ra, Hội Nghệ sĩ Sân khấu Việt Nam đã coi ngày tổ chức giỗ lễ như một liên hoan sân khấu mang tính giao lưu văn hoá, giúp đỡ nghệ sĩ khó khăn và để khen thưởng các tác phẩm sân khấu hàng năm.
Trong ngày giỗ tổ sân khấu hằng năm, nghệ sĩ thường cúng hoa quả, thịt gà, lợn quay... Riêng thịt lợn cúng, sau khi dâng lên tổ thì phần lưỡi sẽ được chia ra mỗi người một miếng và ăn để "lấy giọng".
Tại nhà riêng, nhiều nghệ sĩ cũng đặt bàn thờ tổ để bày tỏ lòng thành kính của mình. Trong bối cảnh đại dịch COVID-19, lễ giỗ tổ nghề sân khấu được tổ chức đơn giản hơn và các nghệ sĩ thường có xu hướng tổ chức giỗ lễ ở nhà nhiều hơn.

## Di sản
Giỗ Tổ sân khấu vốn là một hoạt động mang tính tâm linh lễ hội truyền thống được tổ chức vào ngày 12 tháng 8 Âm lịch hàng năm. Ngày này được xem là ngày “trọng đại” và “linh thiêng” nhất của những người hoạt động trong lĩnh vực sân khấu tại Việt Nam. Nhà nước Việt Nam cũng đã quyết định chọn ngày này là Ngày Sân khấu Việt Nam. Đây là thời điểm để các nghệ sĩ đoàn tụ thể hiện lòng biết ơn thành kính đối với Tổ nghề, với mục đích tôn vinh những bậc tiền bối có nhiều đóng góp cho sự phát triển của ngành sân khấu. Ban đầu, giỗ tổ chỉ nằm trong phạm vi của nghệ thuật truyền thống như: hát bội, cải lương, nhưng về sau trở thành ngày hội chung của tất cả mọi người làm việc trong lĩnh vực giải trí với sự tham gia của đông đảo những nghệ sĩ kịch nói, diễn viên điện ảnh, ca sĩ, người mẫu… Theo báo Thể thao & Văn hoá ghi nhận hàng năm mỗi đơn vị thường tổ chức giỗ tổ riêng với các hoạt động chủ yếu: thắp nhang cho tổ nghiệp, biểu diễn cho tổ xem và tụ họp liên hoan.
Việc tham gia nhiều hoạt động ăn giỗ tổ từ sân khấu này sang sân khấu khác cũng được xem là một nét độc đáo và để lại nhiều kỷ niệm trong công việc của các phóng viên gắn bó với mảng nghệ thuật sân khấu. Thông qua những hoạt động cúng giỗ tổ nghề, báo Pháp luật Việt Nam cho rằng giới nghệ sĩ và các sở, ban, ngành nhà nước Việt Nam đang ngày càng quan tâm đến hoạt động giỗ tổ nghề sân khấu.

## Vấn đề
Văn hoá giỗ lễ tổ nghề của nghệ sĩ đã đặt ra một số vấn đề liên quan đến mê tín dị đoan. Một nghi lễ mà bộ phận nghệ sĩ tại Việt Nam tôn nghiêm mang tính trọng vọng các bậc tiền bối trong ngành nghề đã bị không ít người biến tướng thành một đám cúng "bát nháo và mê tín". Nhiều nghệ sĩ mới hoạt động trong nghệ thuật đã nhân cơ hội giỗ Tổ nghiệp để tìm cách tiếp cận những nghệ sĩ có tiếng nhằm tìm cách tiến sâu hơn trong nghề. Một vấn đề khác đáng chú ý là sự lãng phí trong lễ vật cúng Tổ nghiệp khi với mong muốn được Tổ nghề phù hộ, các nghệ sĩ đều mang đến những lễ vật "thật to, hoành tráng", dấy lên hoài nghi về sự lãng phí lương thực thực phẩm.
Việc giới nghệ sĩ đặt niềm tin mãnh liệt vào những vị tổ nghề mà họ đang tôn thờ luôn phù trợ họ trên suốt chặng đường theo đuổi nghệ thuật cũng đã gây tranh cãi trong suốt khoảng thời gian dài trong dư luận. Họ đưa ra các quan điểm khác nhau về việc ai mới là ông tổ nghề của bộ môn nghệ thuật đó. Việc những người hoạt động trong giới nghệ thuật gây sự, tranh cãi và miệt thị nhau cũng là yếu tố làm xấu hình ảnh của hoạt động giỗ lễ này.
Đền thờ tổ nghề với kinh phí xây dựng 100 tỷ đồng với khuôn viên hơn 7.000m2 của Hoài Linh cũng từng gây ra nhiều ý kiến trái chiều khi vướng nhiều vấn đề pháp lý dù thường xuyên được các nghệ sĩ trong giới giải trí đến thăm viếng.

## Tổ nghề của các ngành nghệ thuật sân khấu truyền thống
Dưới đây là một số nhân vật được cho là tổ nghề ngành sân khấu của những loại hình nghệ thuật truyền thống Việt Nam:
- Chèo: Phạm Thị Trân.[29]
- Hát bội và cải lương: theo truyền thuyết là những vị hoàng tử mê hát dù trên thực tế vẫn tổ chức giỗ lễ nhiều những vị thánh khác.[30]
- Xẩm: Trần Quốc Đĩnh.[31]
- Ca trù: Đinh Dự.[32]